# Agnes Barmettler
Agnes Barmettler (eigentlich Agnes-Christina Barmettler; * 23. Januar 1945 in Stans) ist eine Schweizer Künstlerin. Sie gestaltet Labyrinthe im öffentlichen Raum.

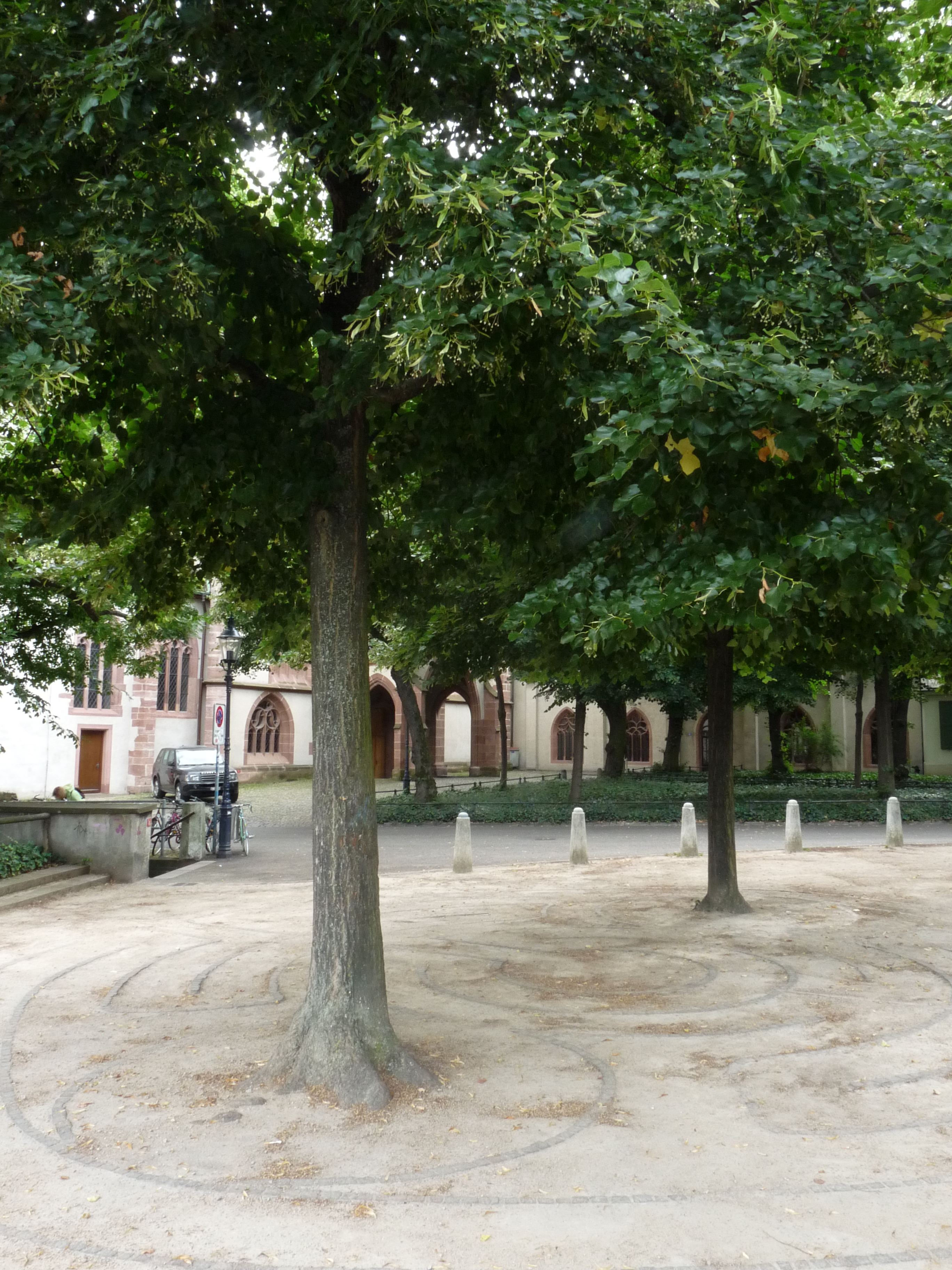
Labyrinth von Agnes Barmettler auf dem Platz der Leonhardskirche (Basel 2009)

## Leben

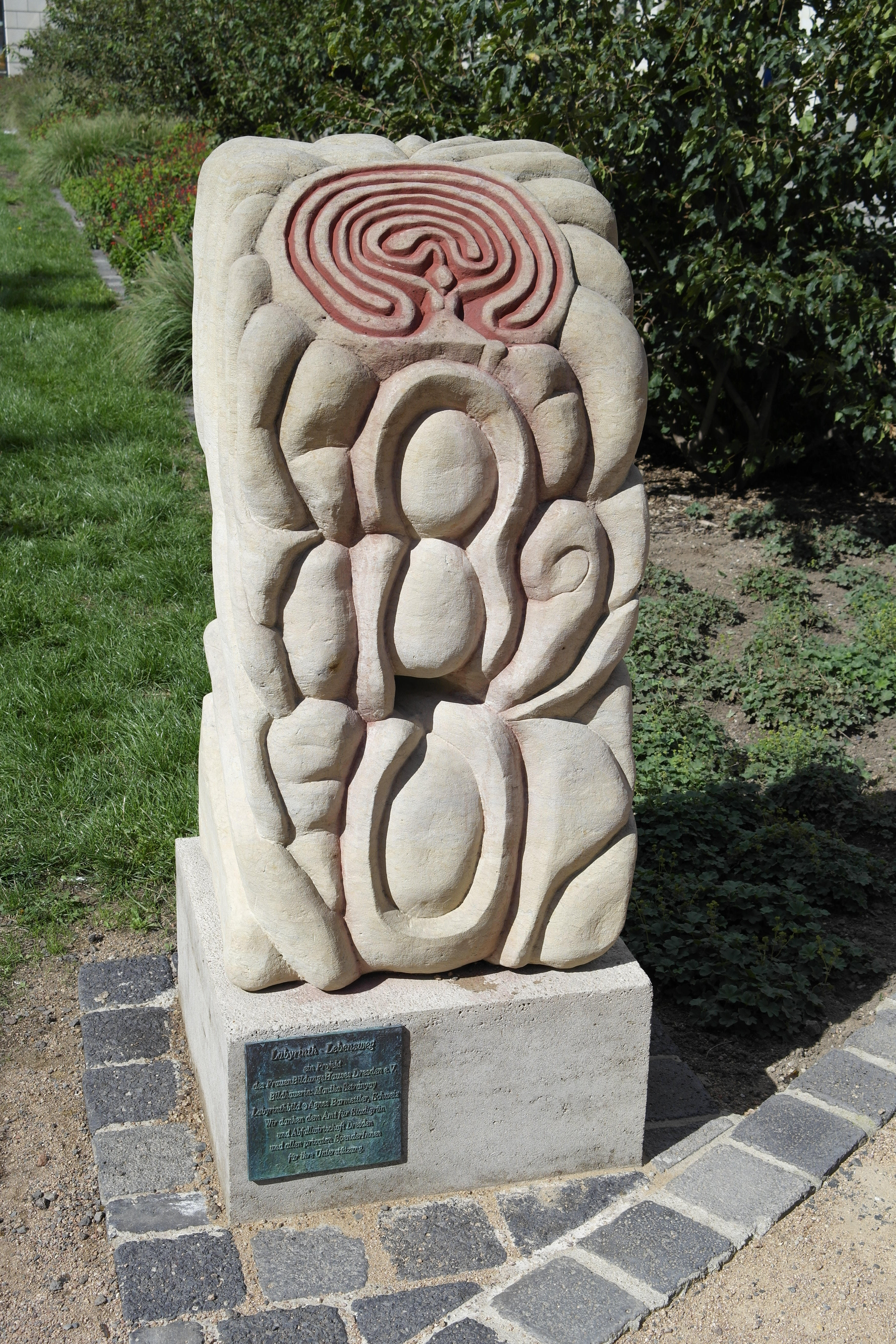
Agnes Barmettler: Denkmal Labyrinth - Lebensweg (Dresden, 2015)

Agnes Barmettler wuchs mit ihren acht Geschwistern im Kloster Engelberg auf, wo ihre Eltern die Klosterkäserei betrieben. Ihre Matura erwarb sie 1965 am Gymnasium Ingenbohl. Im folgenden Jahr begann sie ein Medizinstudium. Nach Abbruch des Studiums besuchte sie die Allgemeine Gewerbeschule Basel und erhielt dort ihre künstlerische Ausbildung. Grossen Einfluss auf ihre Entwicklung hatte der Austausch mit anderen Künstlern aus dem Bereich Theater, Film und Tanz. 1967 lernte sie Martin Disler anlässlich eines Kunstprojekts in Engelberg kennen, den sie 1972 heiratete (1978 ließ sich das Paar scheiden). 1968 beteiligte sie sich am studentischen Aufbruch.
Von 1970 bis 1977 erfolgten Aufenthalte in Paris, Wien, Skandinavien, Norddeutschland und Italien, danach in den USA, zwischen 1979 und 2005 mehrmals bei den Hopi in Arizona.
Agnes Barmettler wohnt seit 1993 in Wölflinswil.

## Werk
Zusammen mit Anka Schmid und dem Hopi-Ältesten James Danaqyumtewa realisierte sie 1989 den Dokumentarfilm Techqua Ikachi, Land – Mein Leben, der 1990 den Kulturpreis des Kantons Solothurn gewann, im Wettbewerb des Sundance Film Festival gezeigt wurde und 1992 auf dem San Francisco International Film Festival.
Prägend für sie war die Begegnung mit der matriarchalen Kultur und Mythologie der Hopis in Arizona. Ihre Werke wurden immer symbolhafter. 
Mit Rosmarie Schmid forschte sie über Symbole und Zeichen von Labyrinthen und konzipierte ab 1987 das internationale Labyrinth-Projekt. Sieben der rund 70 in der Schweiz konzipierten und öffentlich zugänglichen Labyrinthe in Städten und Gemeinden stammen von ihr. 1991 schuf sie mit Schmid den Zürcher Labyrinthplatz, ein Pflanzen- und Steingarten in Form eines Labyrinths auf dem Zeughaushof, und die Länder übergreifende Labyrinthbewegung Labyrinth International, ein Frauenprojekt von öffentlichen Labyrinthplätzen, für das sie auch das Logo entwarf. 1997 schuf sie mit Anka Schmid für das Fest der Künste in Luzern das Kunstvideo Labyrinth-Projektionen.
Werke von Barmettler befinden sich unter anderem im Kunstmuseum Olten.

## Preise
- 1985: Werkpreis des Kantons Solothurn für «Labyrinth», Rauminstallation aus Arbeiten von zehn Schweizer Kunstschaffenden
- 1990: Mit Anka Schmid Werkpreis des Kantons Solothurn für den Dokumentarfilm Techqua Ikachi - Land mein Leben

## Werke (Auswahl)
- Frau mit Kette und Ohrringe mit männlicher Figur im Hintergrund, Gouache auf Papier, 15 × 10,5 cm
- - aber besser eventuell glücklich und mit geschichten im mund, 1973, Mischtechnik auf Leinwand, 153 × 141 cm
- Acker, 1976, Tempera auf Leinwand, 162 × 146 cm
- Porträt Martin Disler, 1984, Gouache auf Papier, 21 × 29,5 cm

### Filme
- Techqua Ikachi, Land – Mein Leben, mit James Danaqyumptewa und Anka Schmid, Schweiz 1989[10]
- Labyrinth-Projektionen, mit Anka Schmid, Schweiz 1997[11]

## Ausstellungen

### Gruppenausstellungen
- 1972 Wien: Galerie Herzog, mit Martin Disler
- 1972 Stans NW: Galerie Chäslager, mit Martin Disler
- 1973 Dulliken: Galerie Badkeller, mit Elisabeth Kaufmann
- 1974 Bern: Galerie Kunstkeller, mit Ronny Geiser
- 1975 Sarnen OW: Galerie Rotwyss Schlyssel, mit Schang Hutter
- 1975 Dulliken: Galerie Badkeller, Elisabeth Kaufmann, mit Schang Hutter
- 1976 Olten: Galerie Kaufmann, mit Schang Hutter
- 1984 Solothurn: Kunstmuseum, mit Tom Gerber
- 2012 Solothurn: Kunstmuseum mit Aloïse Corbaz

### Einzelausstellungen
- 1974 Bremen: Galerie Dodenhof
- 1975 Karlsruhe: Galerie Schneider
- 1975, 1990, 1995 Zürich: Paulus-Akademie
- 1976 Balsthal: Galerie Rössli
- 1977 Luzern: Galerie Raeber
- 1977 Bern: Berner Galerie
- 1978 Saarbrücken (Dudweiler): EHS
- 1980 Olten: Stadthaus, und Rickenbach: Schulhaus
- 1980, 1982 Zürich: Galerie Stummer
- 1982 Günsberg SO: Schulhaus
- 1985 Olten: Drei-Tannen-Galerie, Zeichnungen
- 1986 St. Gallen: Kunstverein
- 1993 Solothurn: Kantonales Kulturzentrum Palais Besenval
- 1993 Wädenswil: Galerie 17
- 1998 Olten: Galleria B
- 1999 Engelberg: Talmuseum
- 2006 Olten: Kunstmuseum
- 2012 Morschach: Mattli Antoniushaus